# 萨兰迪兵工厂
兵工厂足球俱乐部（西班牙語：Arsenal Fútbol Club），一般称萨兰迪兵工厂（Arsenal de Sarandí），是阿根廷阿韦亚内达郊区萨兰迪的一个足球俱乐部，成立于1957年。萨兰迪兵工厂队现参加阿根廷足球甲级联赛。现在的主场位于胡利奥·格隆多纳体育场，得名于球队的创始人胡里奧·格隆多納。萨兰迪兵工厂队尚未获得过阿甲联赛冠军。